# Zeilendurchschuss

Zeilendurchschuss (1) und Zeilenhöhe ergeben den Zeilenabstand (2)

Textbeispiel ohne und mit Durchschuss

Zeilendurchschuss, auch Durchschuss, Interlinea oder englisch leading [ˈlɛdɪŋ] (von englisch lead [lɛd], deutsch ‚Reglette‘), bezeichnet in Druckwesen und Typografie den Zwischenraum zwischen den Zeilen eines Textes bzw. Drucksatzes. 
Im traditionellen Bleisatz wurden schmale Bleistücke (Blindmaterial), die Regletten, zwischen die Zeilen geschoben, um den Zeilenabstand zu vergrößern. Dies bezeichnete man als durchschießen. Jede Zeile war wiederum aus einzelnen Blei-Lettern zusammengesetzt. Durchschuss bezeichnete also den Abstand von Bleiletterunterkante zur Bleiletteroberkante der darunter angeordneten Zeile.
Da die Druckzeichen die Bleilettern oben und unten nicht ganz ausfüllten, ergab sich auch ohne Durchschuss ein Abstand zwischen den Zeilen. Der sichtbare Zeilenabstand ist entsprechend immer größer als die Höhe des Durchschusses. Der Zeilenabstand wird von Zeichen-Grundlinie zu Zeichen-Grundlinie gemessen.
Wenn sich ein Durchschuss zwischen den Zeilen befindet, spricht man von durchschossenem Satz. Ohne Durchschuss heißt es kompresser Satz oder kompress gesetzter Text.
Layout-, Satz- und Textverarbeitungsprogramme geben meist standardmäßig einen Durchschuss von 20 % der Schriftgröße vor. Besonders im Fließtext ist diese Vorgabe ästhetischer und geeigneter als ein kompresser Satz, als optimal ist sie jedoch nur in wenigen Fällen anzusehen. Verschiedene Faktoren wie die Zeilenlänge, die Schriftgröße oder die x-Höhe der Schriftart wirken sich auf den Durchschuss aus, wenn eine optimale Leserlichkeit gewährleistet werden soll. Nach dem Typografen Jan Tschichold wird dazu ein Durchschuss von 2 bis 6 Punkt benötigt. Ein Durchschuss ab 12 Punkt sei „überwiegend dekorativ“. Das Deutsche Institut für Normung bezeichnet den Zeilenabstand nach DIN 1450 als eine von der Textart abhängige Nenngröße und empfiehlt bei Lesetexten von bis zu 80 Zeichen pro Zeile einen Durchschuss von ungefähr 20 % der Schriftgröße.

## Weblink
- Wolfgang Beinert: Zeilenabstand und Durchschuss. In: Typolexikon.de. Das Lexikon der westeuropäischen Typographie. Abgerufen am 18. September 2012